# حمرين (شڭران)
حمرين هي إحدى مشيخات المملكة المغربية، تتبع جغرافيا لإقليم خريبكة وإداريًا لشڭران. يقدر عدد سكانها بـ 1248 نسمة حسب الإحصاء الرسمي للسكان والسكنى لسنة 2004.